# 滨江体育馆
滨江体育馆又称“小白碗”，是位于中國大陸杭州市滨江区江虹路与滨和路交叉口东南侧的一个体育馆，为杭州亚运会、亚残运会的羽毛球项目比赛及训练场馆。

## 简介
2014年9月开建，2017年10月落成并投入使用，建筑面积5.7万平米；为了承办杭州亚运会羽毛球赛事于2020年10月至2022年进行了场馆改造，新增了媒体中心和安保中心；主馆有固定座椅4000个，拥有三面（东西北）看台，并配备中央悬挂显示屏。可以举办篮球、排球、网球、羽毛球、乒乓球、手球、体操、击剑、举重、武术、柔道等地区性综合比赛，以及文艺演出、展览集会等活动。馆外还有室外篮球场和400米环形跑道。
2017-2019赛季成为CBA浙江稠州银行男篮主场。
秉着“惠民服务”的宗旨，滨江体育馆室外运动场地于2022年6月免费开放，而体育馆内部于2022年7月1日起正式面向公众开放。

## 图片
- 正门
- 入口

## 周边
- 中赢云际（公寓、南侧）
- 滨兴东苑（小区、西侧）